# Yiu
Yiu est une série de bande dessinée française en sept volumes créée par les scénaristes Téhy et J.M. Vee avec le dessinateur Jérôme Renéaume et le coloriste Nicolas Guénet, lequel remplace Renéaume au troisième tome. Après un premier volume publié au Téméraire en 1999, la série est reprise par Soleil jusqu'à sa conclusion en 2009.
Yiu raconte l’histoire d'une tueuse à gages évoluant dans l’univers futuriste de la Nouvelle Jérusalem en 2112. Le personnage de Yiu est décliné dans une série dérivée, Yiu, premières missions, dessinée par Vax et publiée de 2003 à 2011.

## Yiu

### Synopsis
Début du XXIIe siècle. Le monde a subi un siècle et demi de plaies destructrices (épidémies, attentats, guerres civiles, exodes massifs…). Ce qui reste de l’humanité survit sous le joug de cartels religieux fanatisés. La Nouvelle Jérusalem est le nœud de convergence des pouvoirs : une cité où cohabitent des représentants de toutes confessions. Centre de toutes les rivalités, la forteresse œcuménique devient le siège d’une guerre sainte dans laquelle les scrupules n’ont pas leur place. Défendues par toutes sortes d’armes et de véhicules hi-tech, les grandes congrégations ne peuvent être frappées que par des agents mercenaires surentrainés, dopés chimiquement et greffés d’implants mécaniques. Parmi eux Yiu, tueuse spécialement préparée pour les “NRM” (No Return Missions). Rapide, minutieuse, professionnelle, elle accepte une mission qui va la faire plonger au cœur de la prophétie, jusqu’à approcher l’Apocalypse. Sa seule motivation : gagner l’argent promis, quel que soit le prix à payer, quelles que soient les vies à détruire…
Yiu va être amenée à lutter contre un adversaire de taille : l’Antéchrist.

### Albums
1. Aux enfers, Le Téméraire, coll. « Griffe », 1999  (ISBN 2-84399-035-1)[1].
2. La Promesse que je te fais, Soleil, 2001  (ISBN 2-84565-113-9).
3. Assassaints, Soleil, 2002  (ISBN 2-84565-232-1).
4. Prie pour qu’elle meure, Soleil, 2004  (ISBN 2-84565-684-X).
5. La Chute de l’empire évangéliste, Soleil, 2005  (ISBN 2-84946-100-8).
6. L’Apocalypse ou le livre des splendeurs, Soleil, 2008  (ISBN 978-2-302-00099-5).
7. Dernier Testament, Soleil, 2009  (ISBN 978-2-302-00881-6).

## Premières Missions

### Synopsis
Les premières missions se situent chronologiquement avant la série mère ; on y découvre pourquoi Yiu exerce ce « métier » atypique.
Les récits s’orientent davantage vers de l’action pure où le rythme ne faiblit pas.

### Albums
La série est publiée par Soleil.
1. L’Armée des néo-déchets (2003)
Toute première mission de Yiu : elle dispose de 2 heures pour sauver une enfant des mains d’un groupuscule terroriste retranché dans un train lancé à toute allure.
2. Les Résurrections de l’Impure (2004)
Yiu doit s’infiltrer au cœur d’une forteresse pour récupérer une relique, très bien défendue.
3. L’Impératrice des larmes (2005)
Un groupe de terroristes aux motivations obscures occupe l’hôpital où Ji-A, le frère de Yiu, est hospitalisé. Yiu ignore les ordres de ses commanditaires pour agir seule, à sa manière.
4. Et le serment des fils (2006)
Suite et fin de L’Impératrice des larmes.
5. Exfiltration geisha (2007)
Une geisha, sur 66, porte en elle le futur Dalaï Lama. Les autorités chinoises veulent l’enfant, Yiu aussi ; entre elle et la geisha… 4 000 ninjas.
6. L’inquisiteur et la proie (2008)
Les missions s’enchaînent, imaginées par le pire de tous, le créateur de désespoir reclus au cœur du vaisseau mère : Eggor, qui a façonné l’âme de la tueuse.
7. Les forges d'Egothik (2011)